# 链接页
链接页是一種網站上的網頁，其中有網站所有者（可能是個人或是組織）的許多連結，多半是一些值得提及的內容。多半會有一些參與組織、客友、朋友或是相關事物的列表。列表可以說明一些此網頁的內容及特點。

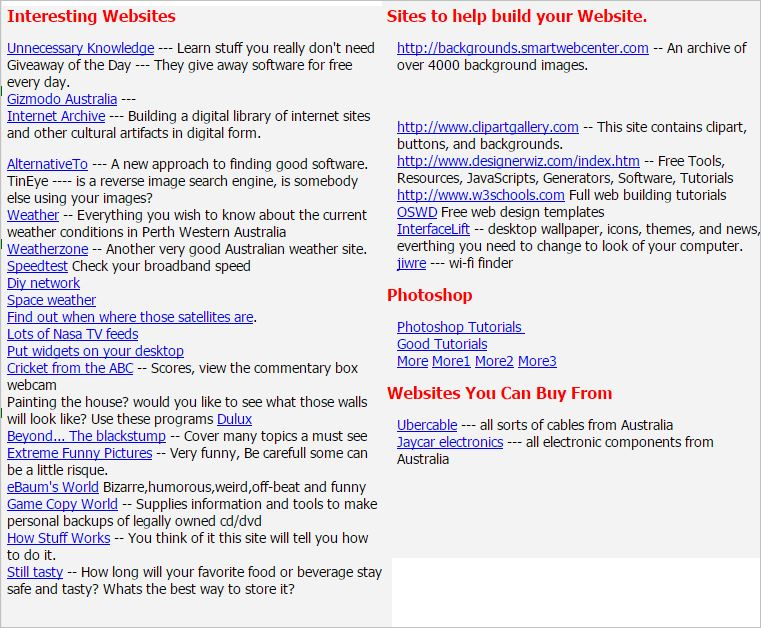
有許多連結的網頁

## 外部連結
- Internet Corporation For Assigned Names and Numbers (ICANN) （页面存档备份，存于）
- World Wide Web Consortium (W3C) （页面存档备份，存于）
- The Internet Society (ISOC) （页面存档备份，存于）